# むとうありさ
むとうありさ（1975年9月14日 - ）は、日本のシンガーソングライター兼バイリンガル司会者。佐賀県伊万里市出身。沖縄県在住。

## 来歴
アメリカのバークリー音楽大学を卒業後、NYのボブ・マーリーのレーベルTUFF GONG でインターン。AXIAソングライティングコンテストでグランプリを受賞。帰国後、徳島県での活動を経て沖縄県を拠点に音楽活動を行う。ポップス&ジャズシンガーとして過去２０年近くザ・ブセナテラス、ムーンビーチホテルで定期的にライブを行う傍ら、自身のオリジナルソングをリリース。
２０１２年から日本歌謡曲を歌って踊る首里フジコとのユニット「アリサとフジコ」を結成。振り付けと歌唱も担当した「リケンオキナワ」TVCMは10年以上オンエア中。老若男女に親しまれるコマーシャルとなっている。
ラジオパーソナリテイや日英のバイリンガル司会者/ナレーターとして様々な文化イベントや企業関連イベント、ブライダルで活躍。

## ディスコグラフィ

### シングル
- 鳥のたび（2004年1月15日）

1. 鳥のたび
2. 南の月

- カサブランカ（2005年5月19日）

1. カサブランカ
2. 狂った果実

### ミニアルバム
- 心の音沙汰（2003年6月20日）

1. 心の音沙汰(沖縄の国民年金コマーシャルソングで起用)
2. Dear Somebody
3. 波のうた
4. 狂った果実

### アルバム
- Everything is in the nature（2006年9月30日）

(アレンジャー入江純、プログラマー松武秀樹)

## ラジオ
- 『むとうありさの日々つらら』（FM沖縄(土曜日の午後9時30分～10時/深夜24時〜24時30分（日曜日の0時〜0時30分)）※既に放送終了。